# 利瑟 (德国)
利瑟（發音：[ˈliːzɐ] ⓘ）是德国莱茵兰-普法尔茨州贝恩卡斯特尔-维特利希县的市镇，面积5.43平方千米，2023年12月31日人口为1,230人。